# 黑爾比爾羅特巴赫河
47°07′07″N 8°22′09″E / 47.11858°N 8.36911°E

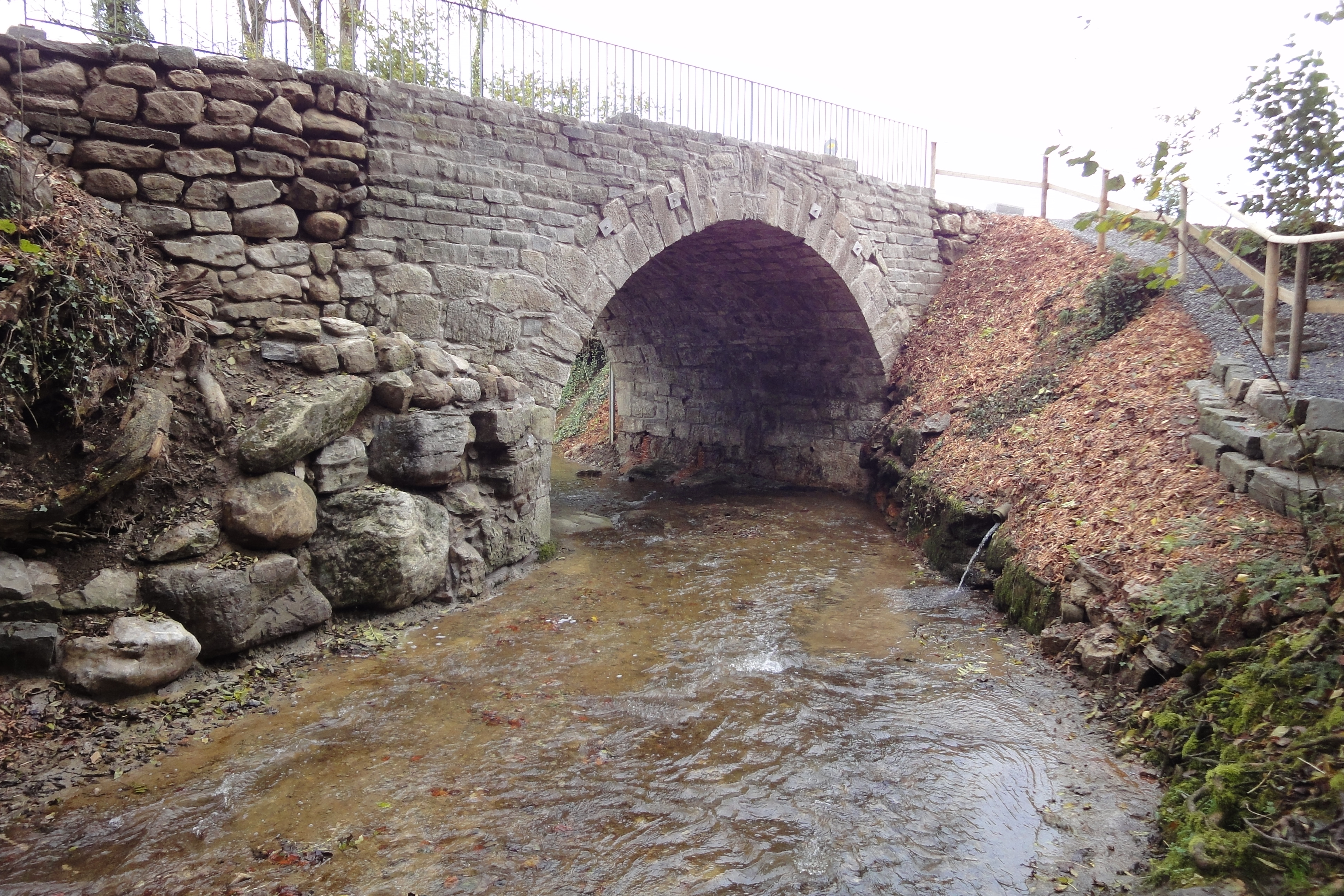

黑爾比爾羅特巴赫河是瑞士的河流，位於該國中部，流經盧塞恩州，屬於羅伊斯河的左支流，河道全長21公里，流域面積81平方公里，發源自諾伊恩基希，河口處在因維爾附近。